# John Van Ryn
John William Van Ryn (ur. 30 czerwca 1905 w Newport News, zm. 7 sierpnia 1999 w Palm Beach) – amerykański tenisista, zwycięzca Wimbledonu, mistrzostw USA i mistrzostw Francji w grze podwójnej, reprezentant w Pucharze Davisa.

## Kariera tenisowa
Van Ryn ukończył w 1928 roku studia na Princeton University, rok wcześniej zdobywając w deblu akademickie mistrzostwo USA w parze z Kennethem Appelem.
W grze pojedynczej 5 razy osiągnął ćwierćfinał mistrzostw USA (obecnie US Open) i po razie w Mistrzostwach Francji (obecnie French Open) i Wimbledonie.
Sukcesy odnosił w grze podwójnej, głównie w parze z Wilmerem Allisonem. W latach 1930–1936 Amerykanie sześć razy wystąpili w finale mistrzostw USA, wygrywając w 1931 i 1935 roku. W 1929 i 1930 Van Ryn i Allison wygrywali również grę podwójną na Wimbledonie, kolejny finał osiągając w 1935 roku. Van Ryn wygrał również mistrzostwa Francji wspólnie z George’em Lottem w 1931 roku. Razem z Lottem triumfował w tym samym roku na Wimbledonie. W 1932 roku para Van Ryn–Lott zdobyła halowe mistrzostwo USA.
W rankingu amerykańskim Van Ryn 6 razy znalazł się w czołowej dziesiątce (między 1927 a 1932 rokiem), najwyższe miejsce zajmując w 1931 roku – nr 4. W 1929 i 1931 roku był również w dziesiątce nieoficjalnego rankingu światowego magazynu The Daily Telegraph (odpowiednio na 8. i 10. miejscu).
Van Ryn był jednym z reprezentantów USA w Pucharze Davisa. Z samym Wilmerem Allisonem odniósł 14 zwycięstw (przy dwóch porażkach), a łącznie odniósł 22 zwycięstwa deblowe i poniósł 2 porażki. Miał także dodatki bilans singlowy – 7 wygranych i 1 porażka.
W 1963 roku Van Ryn został wpisany do Międzynarodowej Tenisowej Galerii Sławy.

### Finały w turniejach wielkoszlemowych

#### Gra podwójna (6–5)
| Końcowy wynik | Nr | Data | Turniej                                | Nawierzchnia | Partner        | Przeciwnicy                     | Wynik finału              |
| ------------- | -- | ---- | -------------------------------------- | ------------ | -------------- | ------------------------------- | ------------------------- |
| Zwycięzca     | 1. | 1929 | Wimbledon, Londyn                      | Trawiasta    | Wilmer Allison | Ian Collins Colin Gregory       | 6:4, 5:7, 6:3, 10:12, 6:4 |
| Zwycięzca     | 2. | 1930 | Wimbledon, Londyn                      | Trawiasta    | Wilmer Allison | John Doeg George Lott           | 6:3, 6:3, 6:2             |
| Finalista     | 1. | 1930 | U.S. National Championships, Nowy Jork | Trawiasta    | Wilmer Allison | John Doeg George Lott           | 6:8, 3:6, 6:3, 15:13, 4:6 |
| Zwycięzca     | 3. | 1931 | French Championships, Paryż            | Ceglana      | George Lott    | Vernon Kirby Norman Farquharson | 6:4, 6:3, 6:4             |
| Zwycięzca     | 4. | 1931 | Wimbledon, Londyn                      | Trawiasta    | George Lott    | Henri Cochet Jacques Brugnon    | 6:2, 10:8, 9:11, 3:6, 6:3 |
| Zwycięzca     | 5. | 1931 | U.S. National Championships, Nowy Jork | Trawiasta    | Wilmer Allison | Berkeley Bell Gregory Mangin    | 6:4, 6:3, 6:2             |
| Finalista     | 2. | 1932 | U.S. National Championships, Nowy Jork | Trawiasta    | Wilmer Allison | Keith Gledhill Ellsworth Vines  | 4:6, 3:6, 2:6             |
| Finalista     | 3. | 1934 | U.S. National Championships, Nowy Jork | Trawiasta    | Wilmer Allison | George Lott Lester Stoefen      | 4:6, 7:9, 6:3, 4:6        |
| Finalista     | 4. | 1935 | Wimbledon, Londyn                      | Trawiasta    | Wilmer Allison | Jack Crawford Adrian Quist      | 3:6, 7:5, 2:6, 7:5, 5:7   |
| Zwycięzca     | 6. | 1935 | U.S. National Championships, Nowy Jork | Trawiasta    | Wilmer Allison | Don Budge Gene Mako             | 6:2, 6:3, 2:6, 3:6, 6:1   |
| Finalista     | 5. | 1936 | U.S. National Championships, Nowy Jork | Trawiasta    | Wilmer Allison | Don Budge Gene Mako             | 4:6, 2:6, 4:6             |